# Hohenhorster Bauerschaft

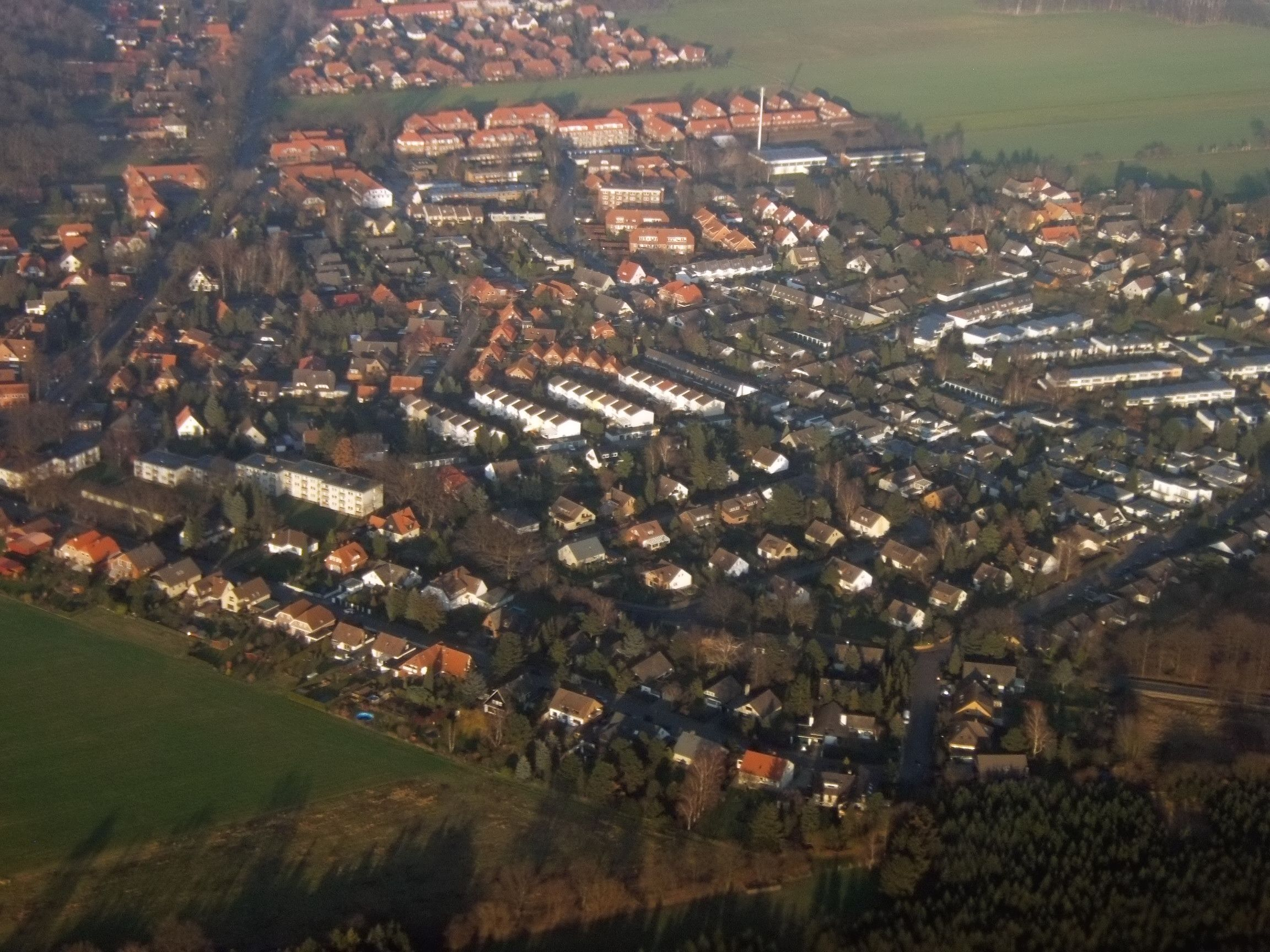
Luftbild der Hohenhorster Bauerschaft

Die Hohenhorster Bauerschaft (HB) ist eine Ortschaft der Gemeinde Isernhagen in der niedersächsischen Region Hannover.

## Geografie
An die Ortschaft grenzt südlich die Ortschaft Niedernhägener Bauerschaft. Westlich liegt die Stadt Langenhagen, im Norden die Gemeinde Wedemark, im Nordosten die Stadt Burgwedel und im Osten weitere Ortschaften der Gemeinde. Der Sitz der Gemeinde Isernhagen befindet sich mit dem Rathaus in der Ortschaft Altwarmbüchen.
Die Hohenhorster Bauerschaft liegt im Gegensatz zu den drei anderen Altdörfern der heutigen Gemeinde Isernhagen nicht auf der langgestreckten Anhöhe, sondern etwa 25 m tiefer in der Ebene des Wietzetals. Sie bildet den nordwestlichen Abschluss des Hufeisens, wie man die Altdörfer Isernhagens aufgrund ihrer geographischen Lage auch nennt.

## Geschichte
Bei der Hohenhorster Bauerschaft handelt es sich um einen bereits im Mittelalter als langgestrecktes Hagenhufendorf angelegten Ort. Die Bezeichnung als Bauerschaft gründet sich auf die in niederdeutschen Gebieten übliche Wirtschaftsform Burschap (Bauerschaft). Der Name Hohenhorst ist aus den Worten hoch und Horst sowie hohes Horst abgeleitet. Es bezeichnet einen Waldbestand mit hochwachsenden Bäumen, oft Eichen. Der Ort wird erstmals 1445 im Register der Celler Burgvogtei als „Honhorst“ aufgeführt. Der Straßenname „Branderiede“ in HB weist darauf hin, dass hier frühe Waldschmieden Eisen aus dem Raseneisenerz schmolzen.
Im Zuge der Gebietsreform in Niedersachsen, die am 1. März 1974 stattfand, wurden die zuvor selbständigen Gemeinden Altwarmbüchen, Kirchhorst und Neuwarmbüchen sowie der vier Isernhagen-Altdörfer (Farster Bauerschaft, Hohenhorster Bauerschaft, Kircher Bauerschaft und Niedernhägener Bauerschaft) in die neue Gemeinde Warmbüchen eingegliedert. Diese wurde am 1. Juni 1975 amtlich in Isernhagen umbenannt.

## Politik

### Ortsrat
Der Ortsrat setzt sich aus sieben Ratsmitgliedern zusammen. Im Ortsrat befinden sich zusätzlich zwei beratende Mitglieder (beide CDU).
- CDU: 3 Sitze
- SPD: 2 Sitze
- Grüne: 1 Sitz
- FDP: 1 Sitz

(Stand: Kommunalwahl 12. September 2021)

### Ortsbürgermeister
Der Ortsbürgermeister der Hohenhorster Bauerschaft ist Simon Müller (CDU). Seine Stellvertreterin ist Maike Assadi (SPD).

### Wappen
Der Entwurf des Kommunalwappens der Hohenhorster Bauerschaft stammt von dem Heraldiker und Wappenmaler Gustav Völker, der zahlreiche Wappen in der Region Hannover erschaffen hat. Das Wappen wurde am 22. November 1954 vom Niedersächsischen Minister des Innern verliehen.
| Wappen von Hohenhorster Bauerschaft | Blasonierung: „In Silber ein blauer, rechter Schrägbalken, belegt mit vier aufgerichteten, einander deckenden, silbernen Hufeisen. In der oberen Ecke ein schrägliegendes, grünes Eichenblatt, um den typischen niedersächsischen Charakter des Dorfes zu symbolisieren.“ |
| Wappen von Hohenhorster Bauerschaft | Wappenbegründung: Der Name Isernhagen zeugt von Eisenerzvorkommen, die hier nachweislich schon um das Jahr 900 ausgebeutet wurden. Darauf weisen die Hufeisen hin. Sie sollen außerdem daran erinnern, dass in Isernhagen seit Langem mit Erfolg die Pferdezucht betrieben wird. Die Zahl von vier Hufeisen ist gewählt worden, um die enge Verbundenheit der selbstständigen politischen Gemeinden zu bekunden, die ein Kirchspiel und eine Siedlungseinheit bilden. Der blaue, rechte Schrägbalken soll den Fluss Wietze symbolisieren. Die Wappen der vier Gemeinden müssen gemeinsam betrachtet werden, zumal die Gemeinden sehr bemüht waren, sich ein einheitliches Wappen zu geben. Auf Verlangen des Niedersächsischen Ministers des Innern musste jedoch jede Gemeinde ein unterscheidendes Beizeichen in ihr Wappen aufnehmen. |

## Kultur und Sehenswürdigkeiten

### Bauwerke
Das Ortsbild wird von einer Vielzahl sehr alter, gepflegter Fachwerkhäuser und Bauernhöfe geprägt, die oft unter Denkmalschutz stehen.

### Vereinsleben
- TSV Isernhagen von 1947 e. V.
- Freiwillige Feuerwehr Isernhagen HB von 1889
- Soldatenkameradschaft Isernhagen HB von 1882 e. V.
- Schützengesellschaft Isernhagen HB von 1954 e. V.
- Förderverein Friedrich-Dierks-Schule e. V.
- Isernhägener Geflügelzuchtverein e. V.

### Fotogalerie

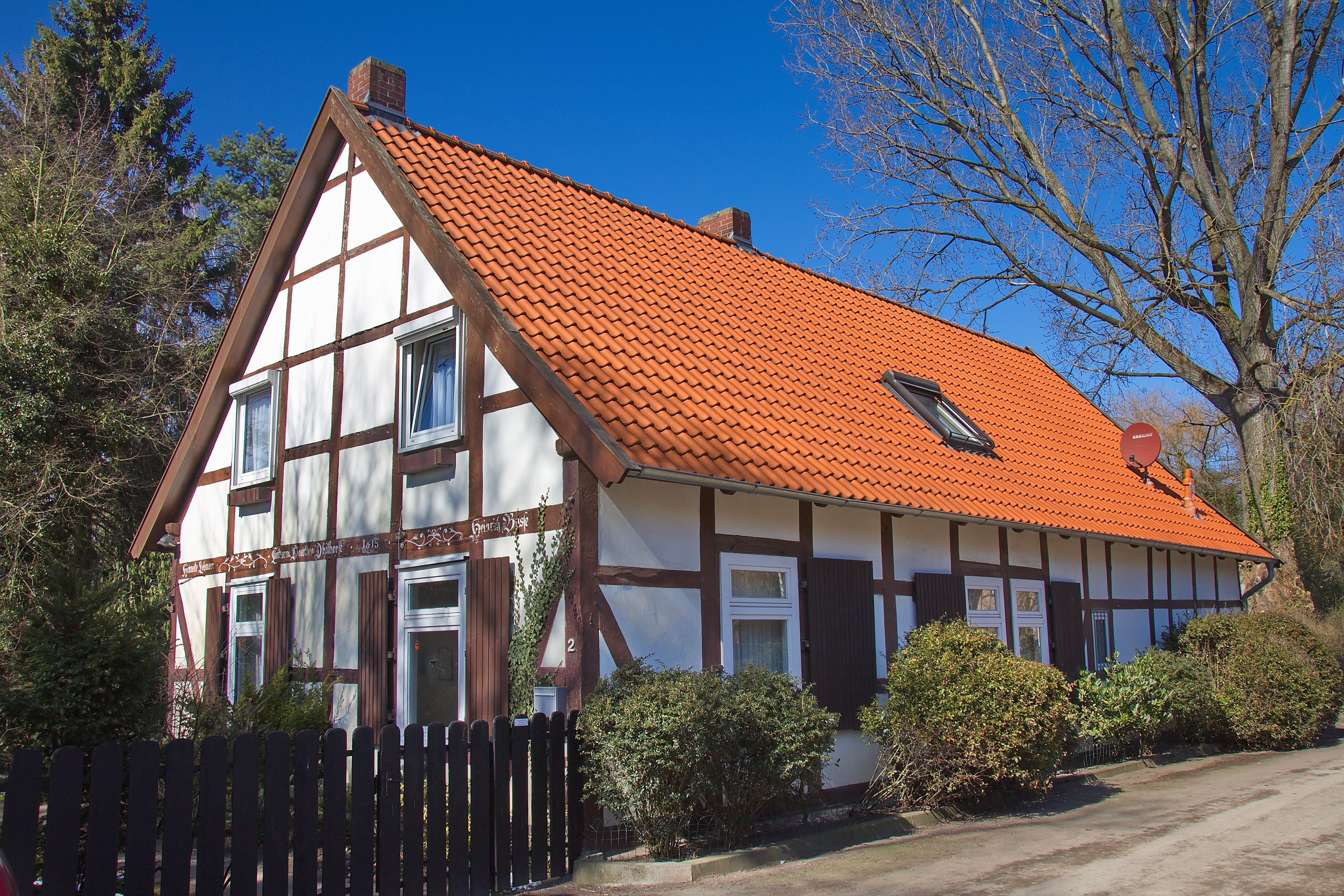
Fachwerkhaus in der Branderiede
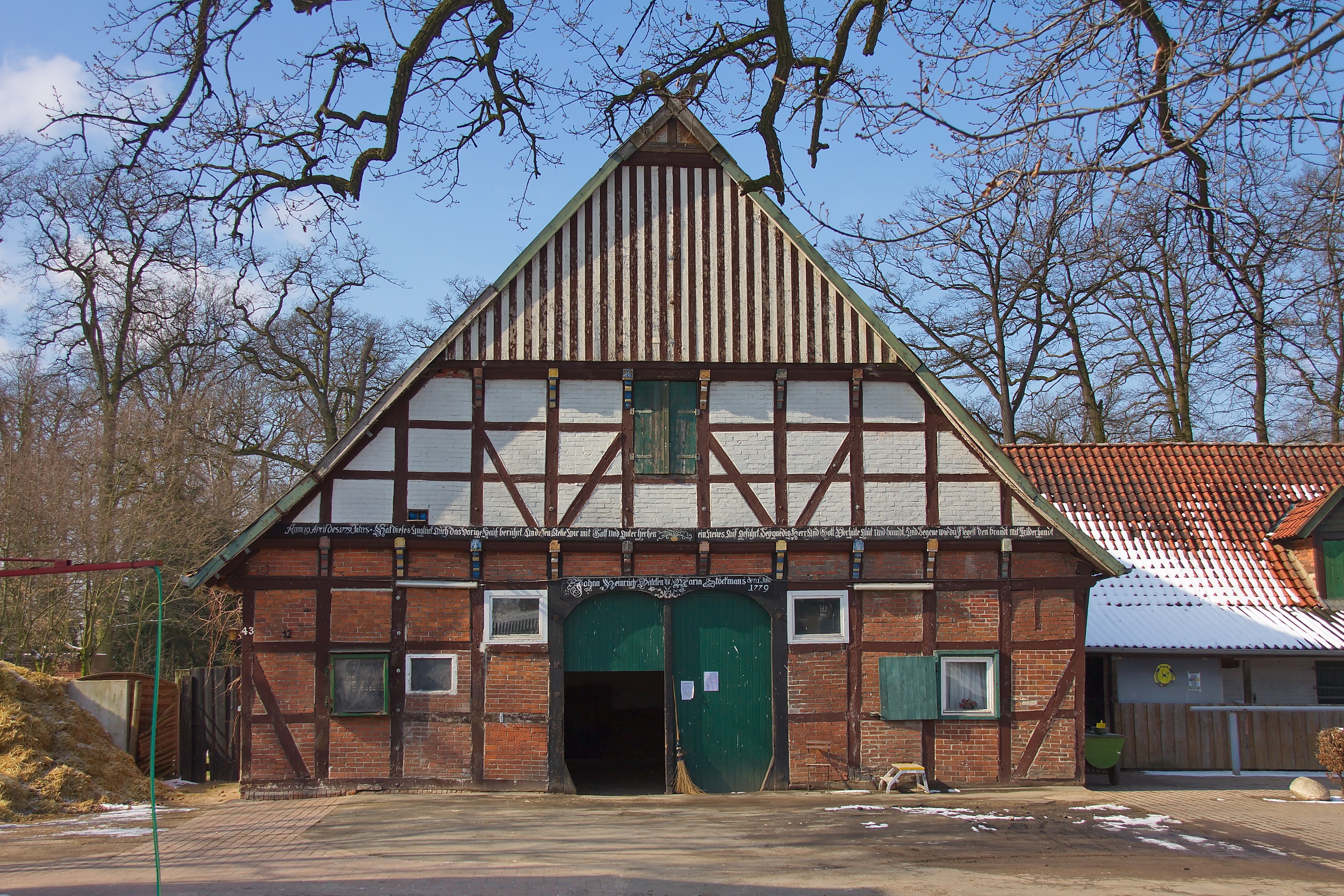
Fachwerkhaus in der Burgwedeler Straße
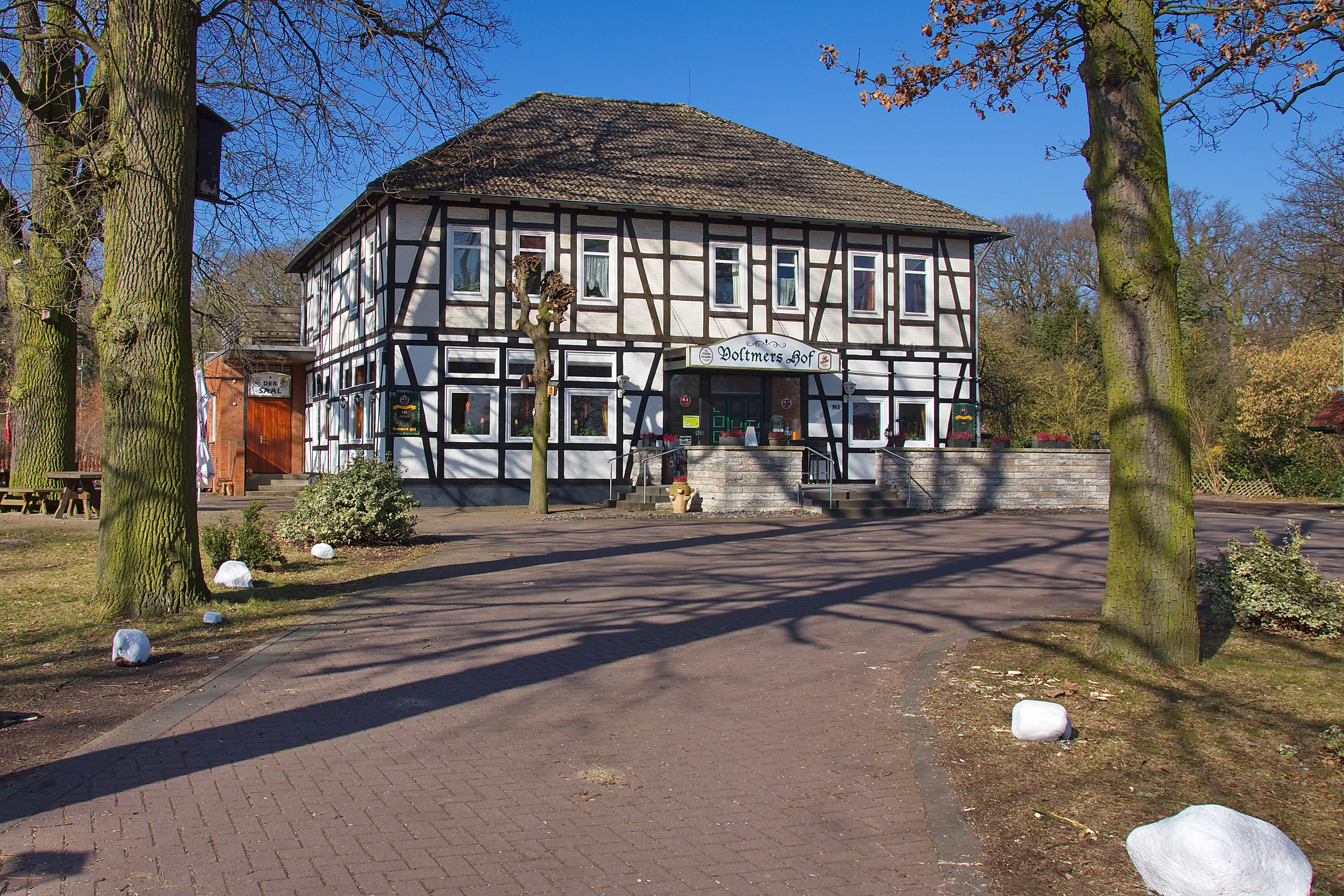
Gasthaus Voltmers Hof
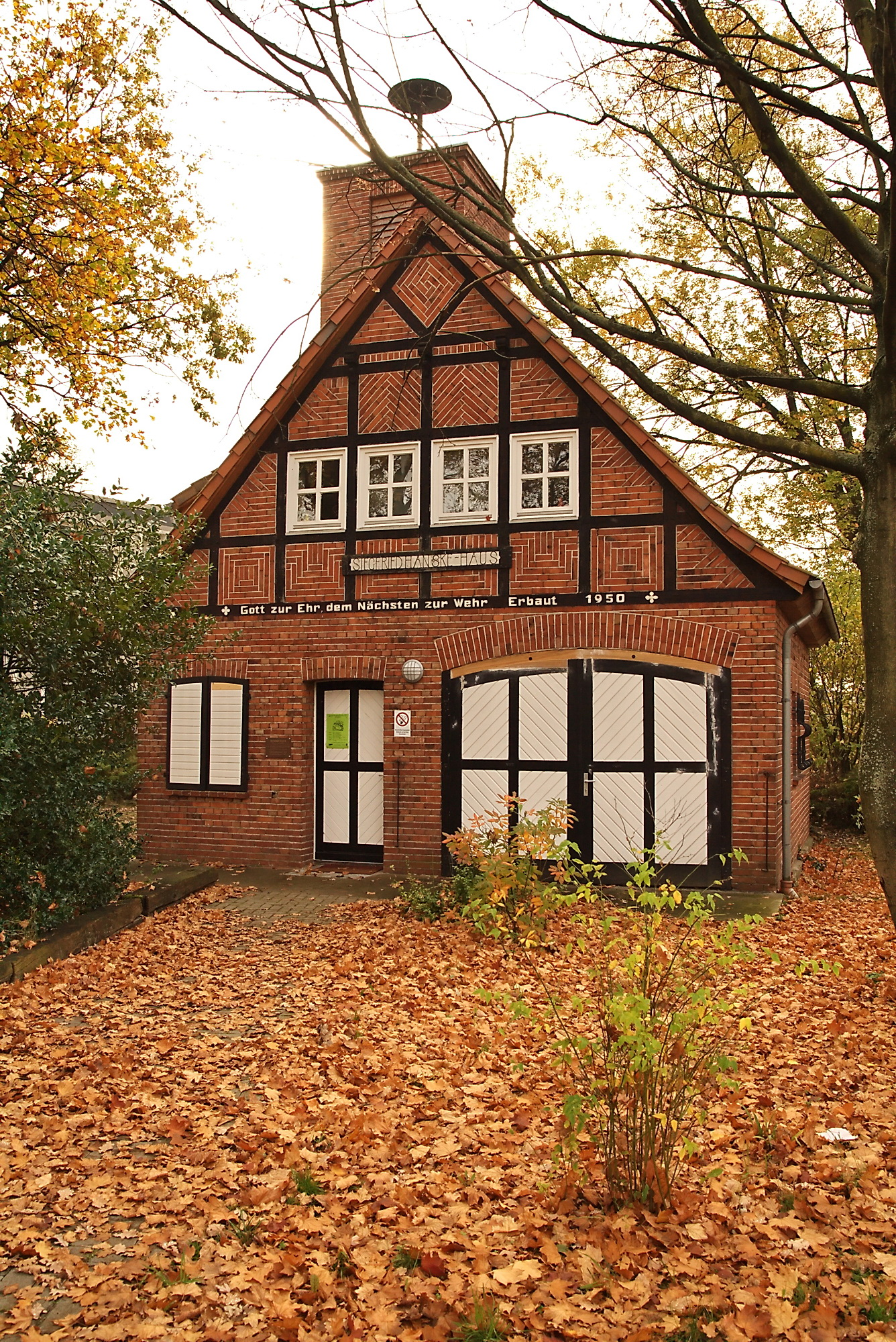
Feuerwehrhaus von 1950 in HB

## Wirtschaft und Infrastruktur

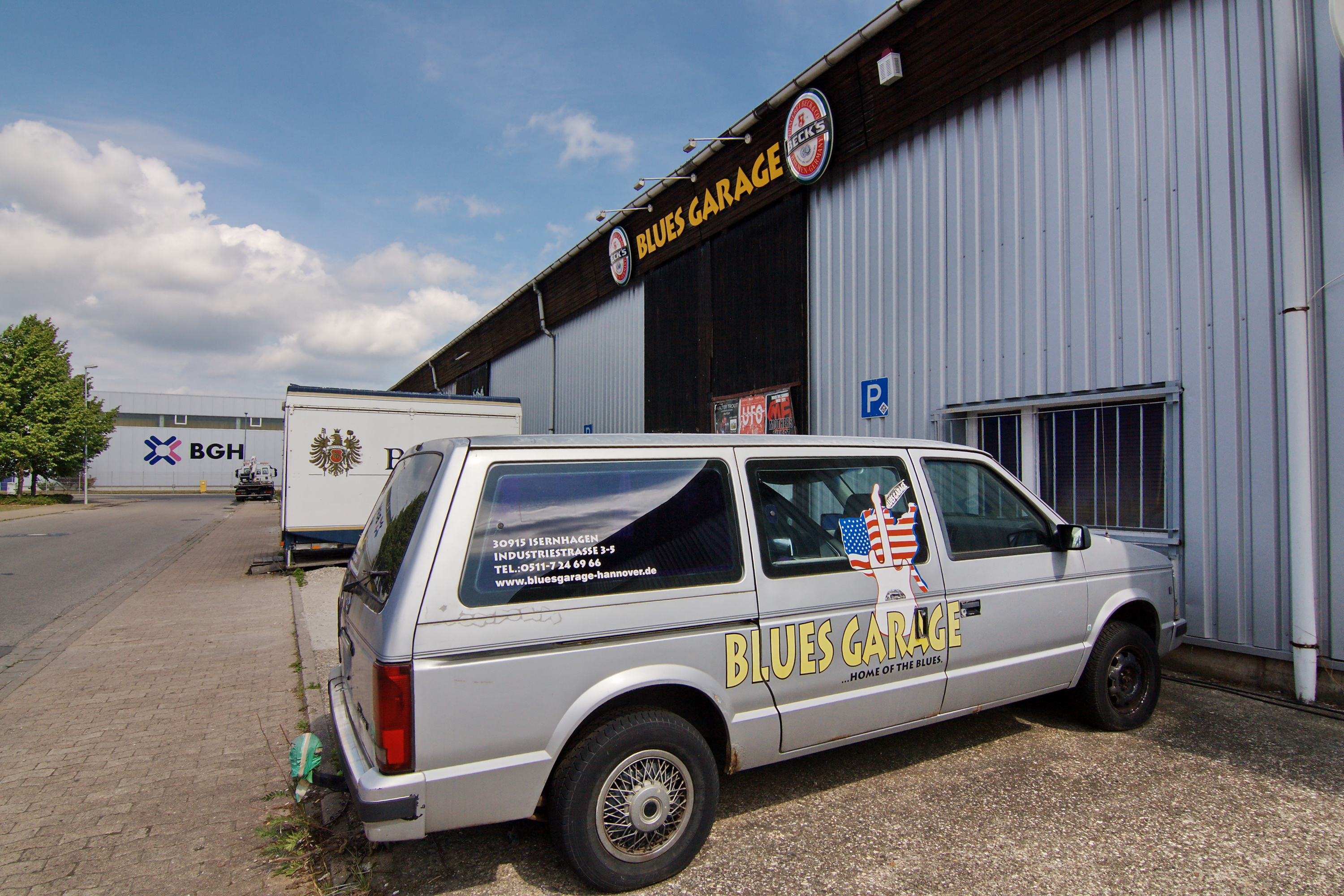
Blues Garage

### Unternehmen
In der Hohenhorster Bauerschaft gibt es ein kleines Ortszentrum mit zahlreichen Geschäften, um den täglichen Bedarf zu decken.
An seinem nördlichen Ortseingang ist auch ein Veranstaltungszentrum für Rock- und Blues-Musik, die Blues Garage, zu finden.
In Isernhagen HB haben zudem einige namhafte und internationale Unternehmen ihren Hauptsitz, wie zum Beispiel Heinz von Heiden Massivhäuser und Saaten-Union.

### Verkehr

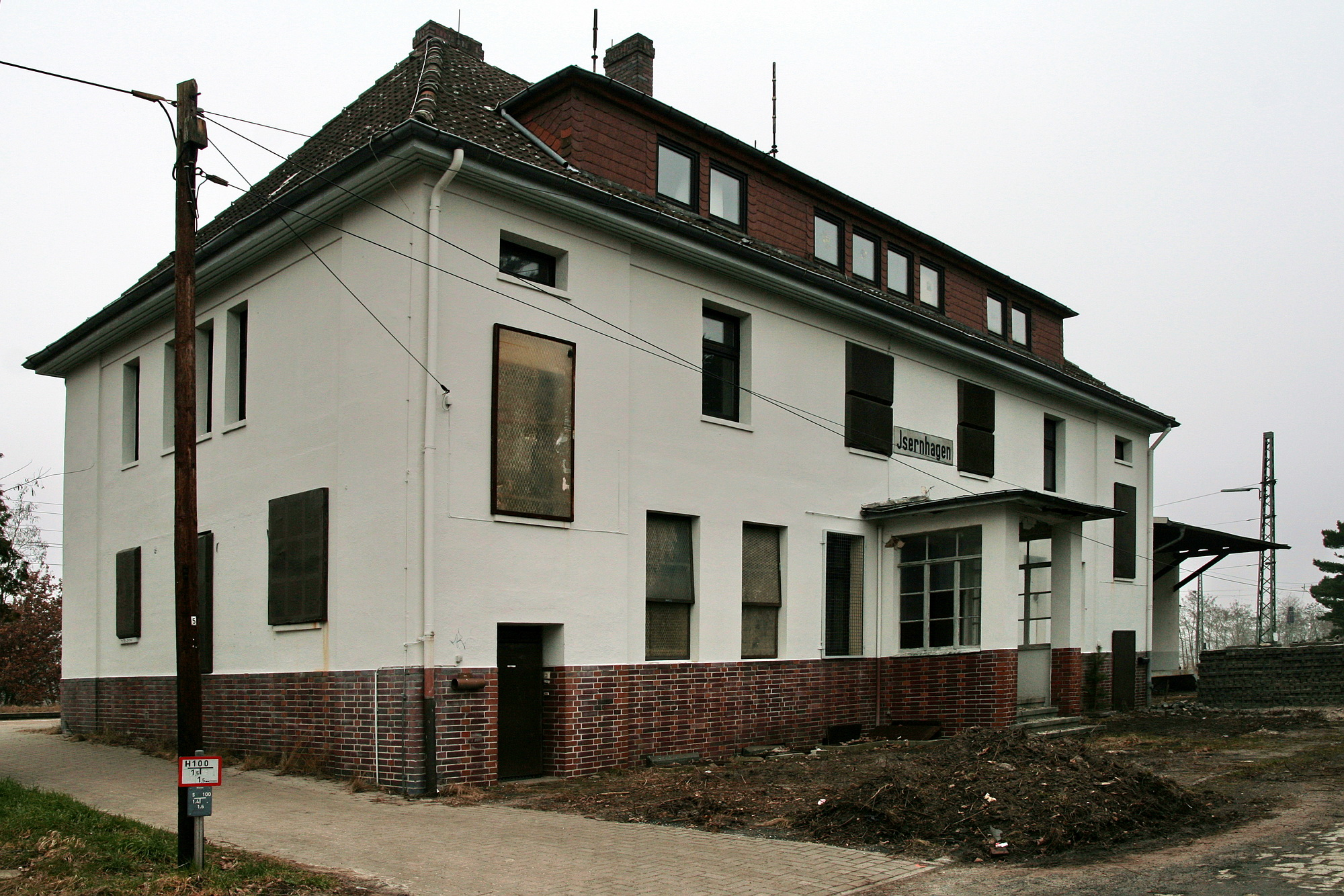
Altes Bahnhofsgebäude Isernhagen

Die Ortschaft ist verkehrsmäßig günstig gelegen. Die durch ihn führende Landesstraße 381 verbindet ihn im Norden direkt mit der Bundesautobahn 7, im Süden besteht nahe Anbindung an die Bundesautobahn 2.
Am Bahnhof des Ortes ist die Bahnstrecke Hannover–Celle–Hamburg angeschlossen. Dort verkehrt die Metronom Eisenbahngesellschaft. Zwei Buslinien des Großraum-Verkehr Hannover dienen der Binnenerschließung und der Verbindung mit weiteren Isernhagener Ortschaften sowie mit Nachbargemeinden.
In unmittelbarer Nachbarschaft liegt der Flughafen Hannover-Langenhagen.